# Рединг
Рединг (енгл. Reading) је град у Уједињеном Краљевству у Енглеској. Према процени из 2007. у граду је живело 249.462 становника. Налази се на ушћу реке Кенет у Темзу. Град је основан у 8. веку и током средњег века је био важан културни и историјски центар. Име града највероватније потиче од имена једног англосаксонског племена. У ужем градском језгру живи око 143.000 становника док је остатак становништва настањен у предграђима.
Налази се на око 66 км западно од Лондона и на око 80 км северно од обале. Због свог положаја и тога што се налази на Темзи, град представља важан саобраћајни центар. Град је важан универзитетски центар, а сматра се и седиштем индустрије информационих технологија због великог броја компанија из ове области које послују у њему. Од 1971. у њему се одржава чувени тродневни музички фестивал. Фестивал се одржава током августа у данима викенда и привлачи велики број туриста. Рединг је значајно место за британску и светску књижевност. У затвору у околини града своју казну је служио Оскар Вајлд и за то време је написао Де Профундис. Џејн Остин је похађала школу за девојке у овом граду, а Томас Харди је дао приказ града у свом делу Незнани Џуд.

## Становништво
Према процени, у граду је 2008. живело 249.462 становника.
| 1981.   | 1991.   | 2001.   |
| ------- | ------- | ------- |
| 194,727 | 213,474 | 232,662 |

## Спорт
- ФК Рединг, фудбалски клуб основан 1871. године.